# Modelwijk

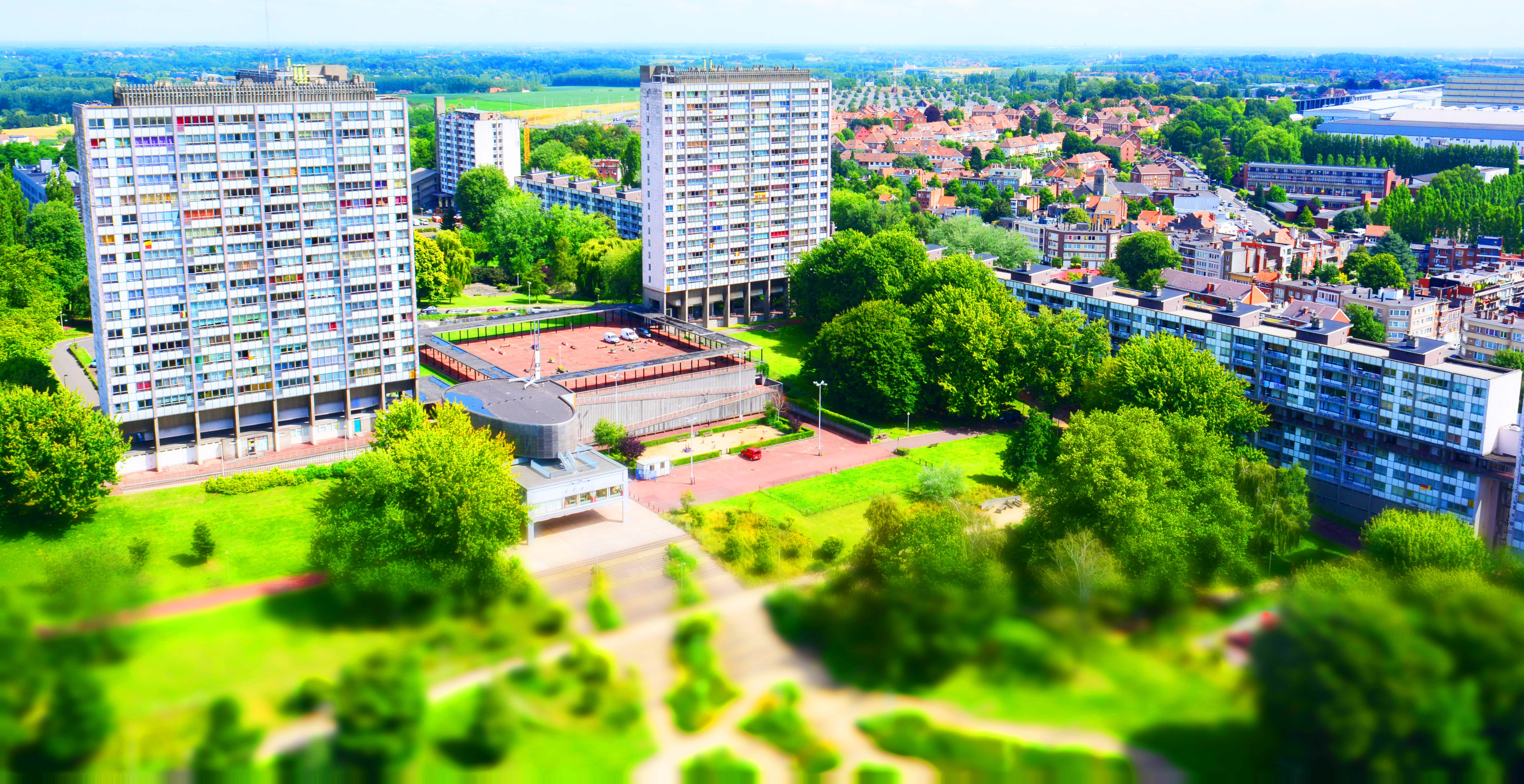

De Modelwijk (Frans: Cité Modèle) is een sociale woonwijk in de Belgische hoofdstad Brussel. De wijk ligt in Laken in het noorden van de stad. De wijk telt 1.029 woningseenheden en werd ontworpen in 1955 door Renaat Braem met de assistentie van de architecten Victor Coolens, Jan Van Dosselaere, René Panis, de groep l'Equerre en de groep Structures in de stijl van het Modernisme.
De wijk met twaalf appartementsgebouwen, een cultureel centrum, bibliotheek, een supermarkt, sport- en speelterreinen en veel groen was een idee van volksvertegenwoordiger Fernand Brunfaut conform de Wet Brunfaut van 1949 en met middelen van het Nationaal Fonds voor de Huisvesting. Het was bedoeld afgewerkt te zijn tegen de Brusselse wereldtentoonstelling Expo 58 maar die deadline werd met tien jaar overschrijding zeker niet gehaald. De wijk werd ook niet volledig volgens de plannen uitgewerkt waarbij vooral op de gemeenschappelijke delen en de omliggende ruimtes werd beknot. De uiteindelijk afgewerkte wijk bevindt zich als een stad in een stad met circa vierduizend inwoners op een gebied van 17 ha parkzone.
De woningen in de wijk zijn eigendom van de Openbare Vastgoedmaatschappij de Lakense Haard dewelke in eigendom is van het Brussels Gewest, de stad Brussel en het OCMW van Brussel. De OVM wordt erkend en gecontroleerd door de Brusselse Gewestelijke Huisvestingsmaatschappij (BGHM).
De wijk werd van 2010 tot 2015 gerenoveerd, waarbij in de oorspronkelijke flatgebouwen het aantal wooneenheden werd gereduceerd ten voordele van de grootte van elke individuele eenheid, en anderzijds vijf bijkomende appartementsgebouwen in dezelfde stijl en naar dezelfde principes werden bijgebouwd. De renovatie werd begeleid door een College van Architecten en Ingenieuren (Archi+I, A33, Jan Maenhout + Steven van den Begrh, Atelier-T, ESTABLIS)

## Verkeer en vervoer
De Modelwijk wordt bediend door het metrostation Koning Boudewijn.